# Педру Алваріш Кабрал

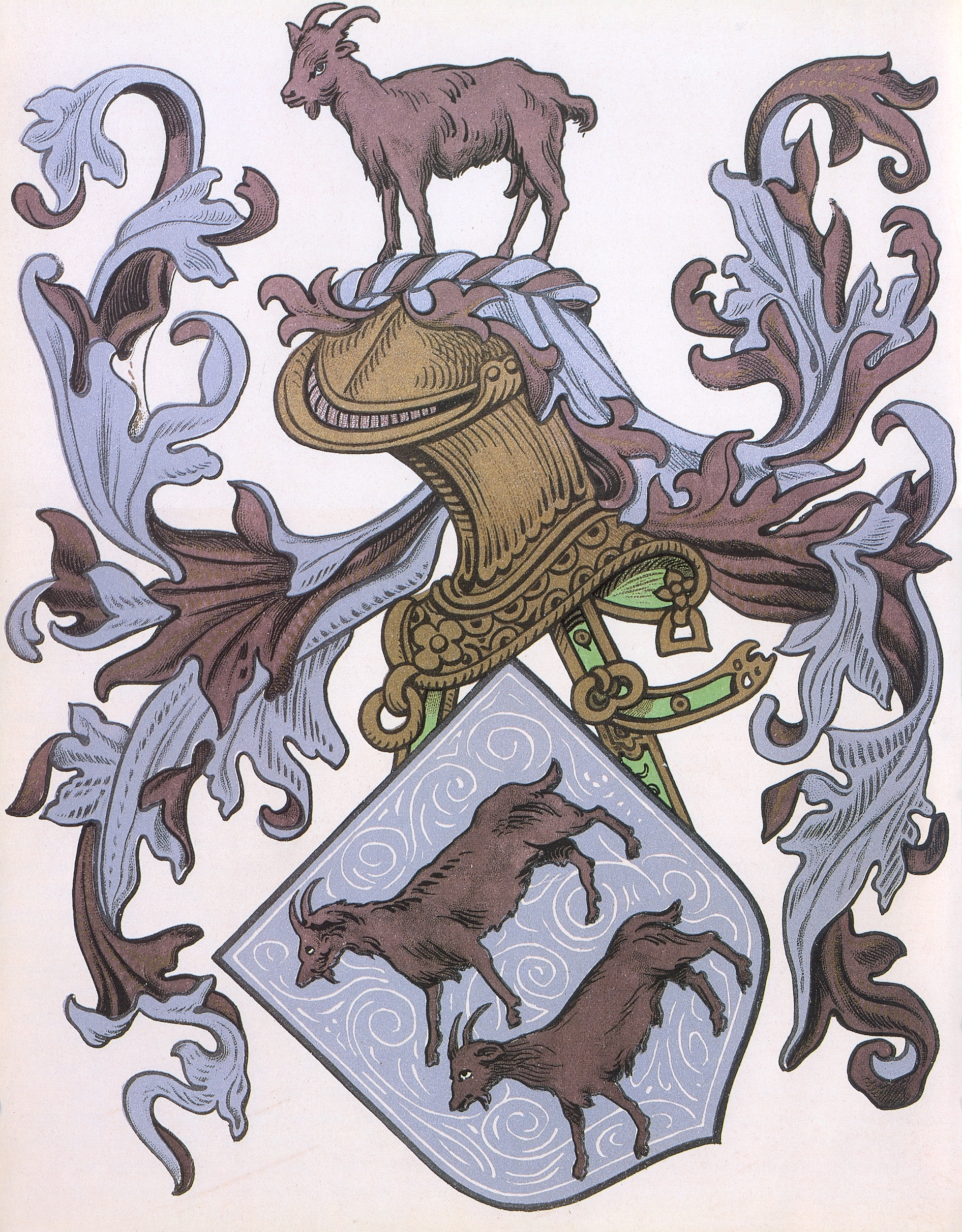
Герб родини

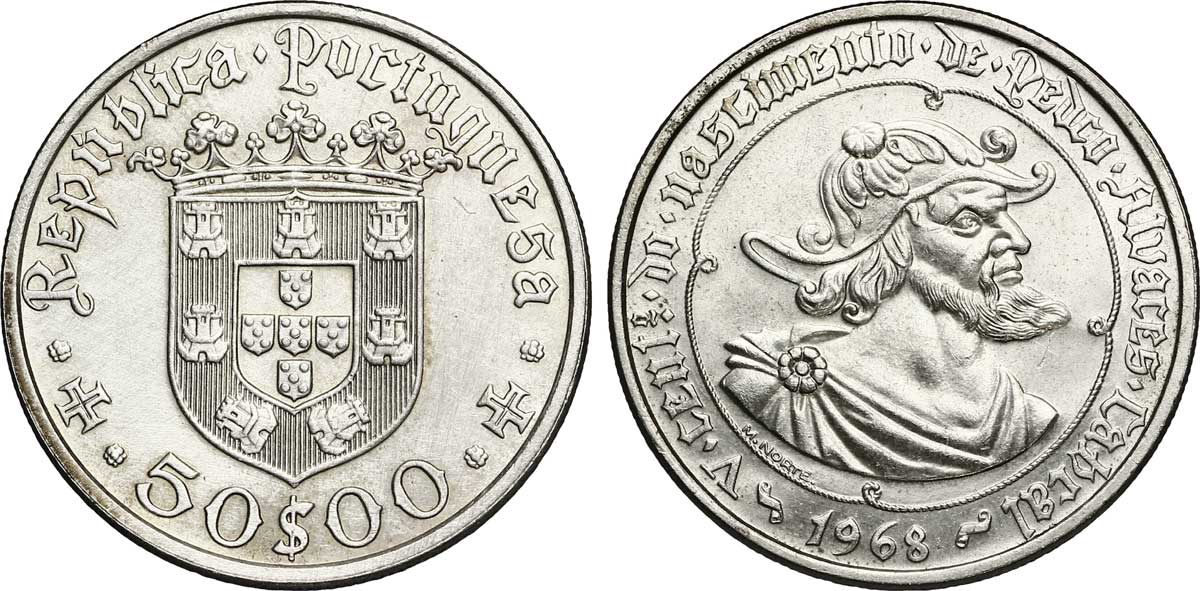
Португальська срібна ювілейна монета на честь 500-річчя з дати народження мореплавця

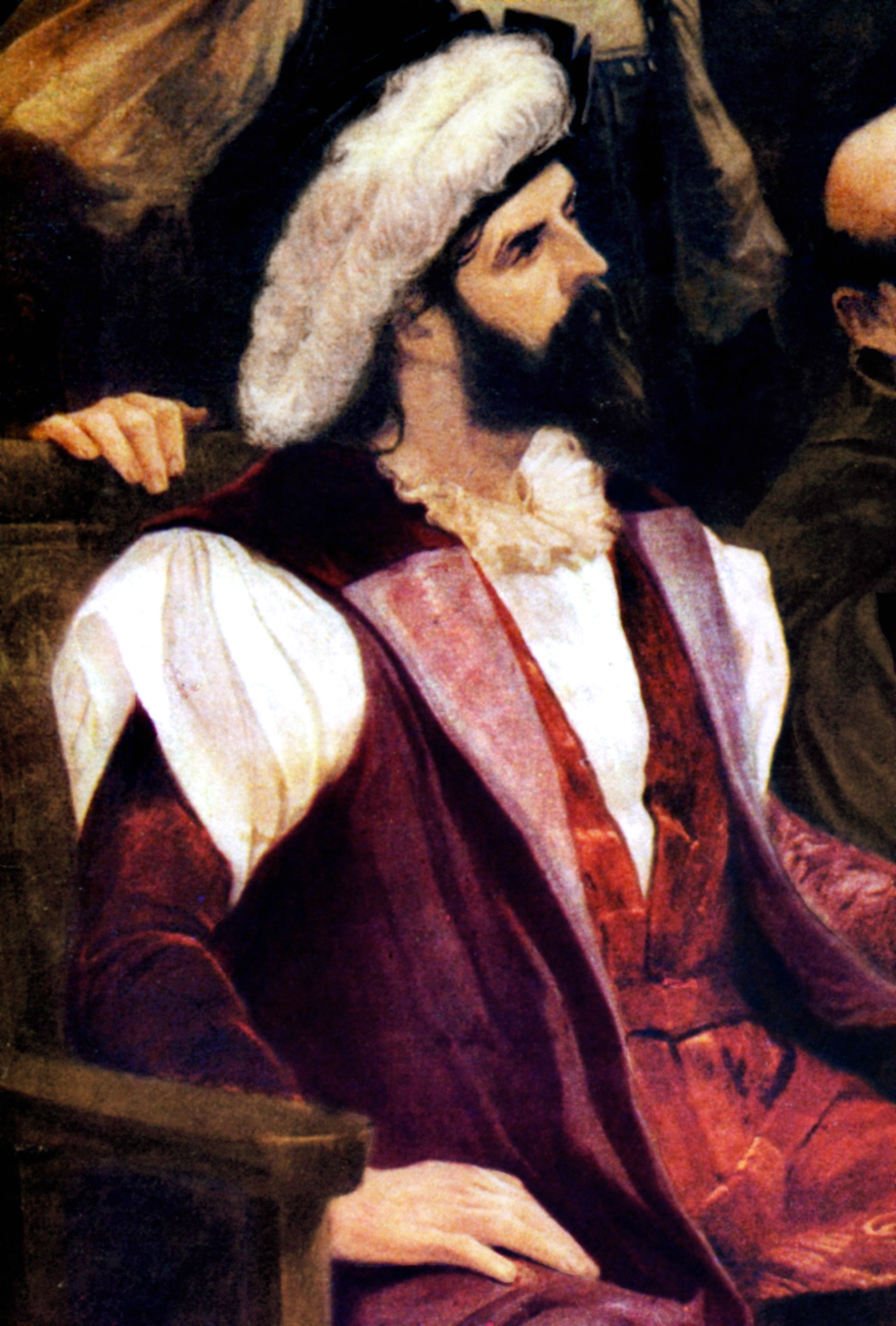
Pedro Álvares Cabral.jpg

Пе́дру А́лваріш Кабра́л (порт. Pedro Álvares Cabral, МФА: ['peðɾu 'aɫvɐɾɨʃ kɐβɾaɫ]; близько 1467—1520) — португальський мореплавець і дослідник, якого загалом вважають європейським першовідкривачем морського маршруту до Бразилії (22 квітня 1500 рік).

## Біографія
Народився у Белмонте, Португалія. Походив зі знатної португальської сім'ї, був третім сином Фернана Кабрала (1427—1492), губернатора провінції, та Ізабелли ді Гоувея ді Кейрос (1433-1483, нащадка першого короля Португалії, Афонсу І Великого), та одружений з  Ізабеллою ді Кастро, дочкою видатного політичного діяча Фернана ді Норонья (також нащадка короля Афонсу І). Він мав чудову підготовку в навігації та досвід моряка, тому король Португалії Мануел I вважав його компетентним продовжувати роботу Васко да Гами. Ескадра під керівництвом Педру Кабрала відкрила Бразилію в 1500 році та проголосила її власністю португальського короля.

Шлях Другої португальської армади під керівництвом Кабрала